# Wasilij Jaksargin
Wasilij Władimirowicz Jaksargin (ros. Василий Владимирович Яксаргин, ur. 13 kwietnia?/26 kwietnia 1915 we wsi Kirżemany w powiecie ardatowskim w guberni symbirskiej (obecnie w rejonie atiaszewskim w Mordowii), zm. 13 listopada 2009 w Krasnodarze) – radziecki wojskowy, generał major, Bohater Związku Radzieckiego (1945).

## Życiorys
Urodził się w mordwińskiej (Erzja) rodzinie chłopskiej. Skończył 7 klas, a w 1935 technikum mechaniczne w Sarańsku, pracował jako technik w rejonie chocimskim w obwodzie mohylewskim. Od 10 października 1936 służył w Armii Czerwonej, w 1939 ukończył szkołę techniki czołgowej w Kijowie, w latach 1939-1940 brał udział w wojnie z Finlandią. Od czerwca 1941 uczestniczył w wojnie z Niemcami kolejno jako pomocnik dowódcy kompanii czołgów, zastępca dowódcy i dowódca kompanii, zastępca dowódcy i dowódca batalionu czołgów. Walczył na Froncie Zachodnim, Południowo-Zachodnim, Stalingradzkim, Dońskim, Briańskim, Woroneskim i 1 Ukraińskim, był ranny. Brał udział w walkach obronnych pod Mińskiem, Orszą, Wiaźmą i walkach w okrążeniu w obwodzie smoleńskim w 1941, w walkach nad Donem na północ od Stalingradu i bitwie pod Stalingradem 1942-1943, w bitwie kurskiej i orłowskiej, forsowaniu Dniepru, bitwie o Kijów, Fastów i Brusyliw w 1943, w operacji żytomiersko-berdyczowskiej, proskurowsko-czerniowieckiej i lwowsko-sandomierskiej, w tym w wyzwalaniu Proskurowa, Tarnopola i Przemyśla, forsowaniu Sanu i Wisły i walkach na przyczółku sandomierskim w 1944, operacji wiślańsko-odrzańskiej, w tym wyzwalaniu Szydłowa, Radomska, Gliwic, walkach o przyczółek na Odrze w rejonie Opola, operacji berlińskiej, w tym w walkach ulicznych w Berlinie oraz w wyzwalaniu Pragi w 1945.
Po wydostaniu się z okrążenia w obwodzie smoleńskim do kwietnia 1942 przebywał w specjalnym obozie NKWD, gdzie był poddany weryfikacji. Jako dowódca batalionu czołgów 91 Brygady Pancernej 9 Korpusu Zmechanizowanego 3 Gwardyjskiej Armii Pancernej 1 Frontu Ukraińskiego w stopniu kapitana szczególnie wyróżnił się podczas walk w Berlinie 27 kwietnia 1945, gdy jego batalion wziął do niewoli ponad tysiąc żołnierzy i oficerów wroga i zadał Niemcom duże straty w sprzęcie i ludziach. Po wojnie kontynuował służbę, w 1950 ukończył wyższą oficerską szkołę wojsk pancernych w Leningradzie, a w 1953 Wyższy Wojskowy Instytut Pedagogiczny. Był naczelnikiem wojskowej szkoły samochodowej w Ussuryjsku i od 1966 szefem wojskowej katedry Krasnodarskiego Instytutu Rolniczego. W 1974 zakończył służbę w stopniu generała majora. Mieszkał w Krasnodarze, gdzie wykładał na wojskowej katedrze w miejscowym instytucie (obecnie Kubański Państwowy Uniwersytet Agrarny) jako profesor. W 2006 otrzymał honorowe obywatelstwo Krasnodaru.

## Odznaczenia
- Złota Gwiazda Bohatera Związku Radzieckiego (27 czerwca 1945)
- Order Lenina (27 czerwca 1945)
- Order Czerwonego Sztandaru (dwukrotnie, 7 sierpnia 1944 i 30 grudnia 1956)
- Order Aleksandra Newskiego (26 marca 1945)
- Order Wojny Ojczyźnianej I klasy (11 marca 1985)
- Order Czerwonej Gwiazdy (trzykrotnie, 3 lutego 1943, 25 listopada 1943 i 19 listopada 1951)
- Medal „Za zasługi bojowe” (5 listopada 1946)
- Złoty Krzyż Zasługi (Polska Ludowa, 25 stycznia 1946)

I medale.